# Toui
Toui è un arrondissement del Benin situato nella città di Ouèssè (dipartimento delle Colline) con 18.253 abitanti (dato 2006).